# Bianca (Dumblonde)
Bianca è il terzo studio album delle Dumblonde, duo dance-pop statunitense. L'album è stato pubblicato dall'etichetta discografica Double Platinum il 4 marzo 2019. L'album è stato anticipato dal singolo White Hot Lies, pubblicato nel luglio 2018, e che successivamente subisce il cambio del nome I .

## Background
Dopo la pubblicazione del singolo White Hot Lies il duo annuncia che prenderà parte ad una nuova reunion delle Danity Kane e che il gruppo composto da Aubrey O'Day, Shannon Bex e Dawn Richard andranno in tournée per promuovere il loro nuovo album, il nuovo lavoro di Richard e nonché le canzoni delle Danity Kane. Il tour inizia il 28 settembre 2018 a Stamford e termina il 2 marzo 2019 a Seattle. Al termine della tournée con le Danity Kane, le Dumblonde pubblicano, il 4 marzo 2019, il loro secondo album.

## Singoli
L'album viene anticipato dal singolo White Hot Lies pubblicato il 4 luglio 2018 , e che successivamente subisce il cambio del nome I.

## Date di pubblicazione
| Nazione     | Data         | Formato           | Etichetta       |
| ----------- | ------------ | ----------------- | --------------- |
| Stati Uniti | 4 marzo 2019 | Download digitale | Double Platinum |